# Stoneyburn

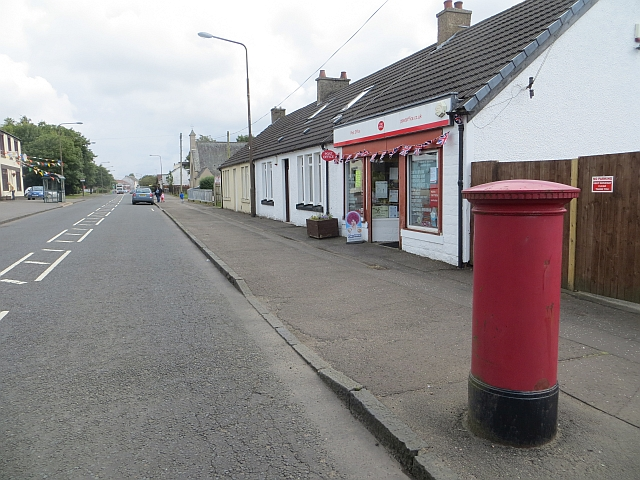
Stoneyburn, Post Office (2014)

Stoneyburn ist ein Dorf in West Lothian, Schottland. Nahegelegene Städte sind Bathgate, Whitburn, Addiewell und Blackburn.

## Lage
Stoneyburn liegt in der Mitte von Zentralschottland, etwa drei Kilometer südlich von Bathgate und vier Kilometer westlich von Livingston. Das Dorf liegt in der Mitte der beiden wichtigsten Städte von Schottland: Glasgow (etwa 20 km im Westen) und Edinburgh (etwa 20 km im Osten). Die Autobahn M8, liegt 1,5 km vom Ort entfernt. Dennoch ist die Umgebung eher ländlich durch Milchviehbetriebe und Felder geprägt.

## Dorfleben
Es leben 2021 Menschen im Ort. Das Vereinsleben wird durch einen Bowlingverein und ein eigenes Fußballteam bestimmt. Es gibt zwei Grundschulen, eine katholische Kirchengemeinde und es existiert eine Loge der Freimaurer.